# فرودگاه آبی اینوویک/شل لیک
فرودگاه آبی اینوویک/شل لیک (به انگلیسی: Inuvik/Shell Lake Water Aerodrome) یک فرودگاه خصوصی است که یک باند فرود آب دارد. این فرودگاه در کشور کانادا قرار دارد و در ارتفاع ۱۷ متری از سطح دریا واقع شده‌است.